# Directflight
Directflight (im Außenauftritt Airtask Group) ist eine britische Fluggesellschaft mit Sitz in Milton Keynes, England und betreibt hauptsächlich Flüge auf den Shetlandinseln. Sie ist eine Tochtergesellschaft der Airtask Group Ltd. Das Unternehmen wurde am 19. Oktober 1983 als Direct Flight Limited gegründet und am 6. September 1999 in Directflight Limited umbenannt. Die am 23. Mai 2006 gegründete Directflight (Scotland) Limited mit Sitz und Basis auf dem Tingwall Airport wurde am 12. Juli 2013 aufgelöst und mit Directflight verschmolzen.

## Flugziele

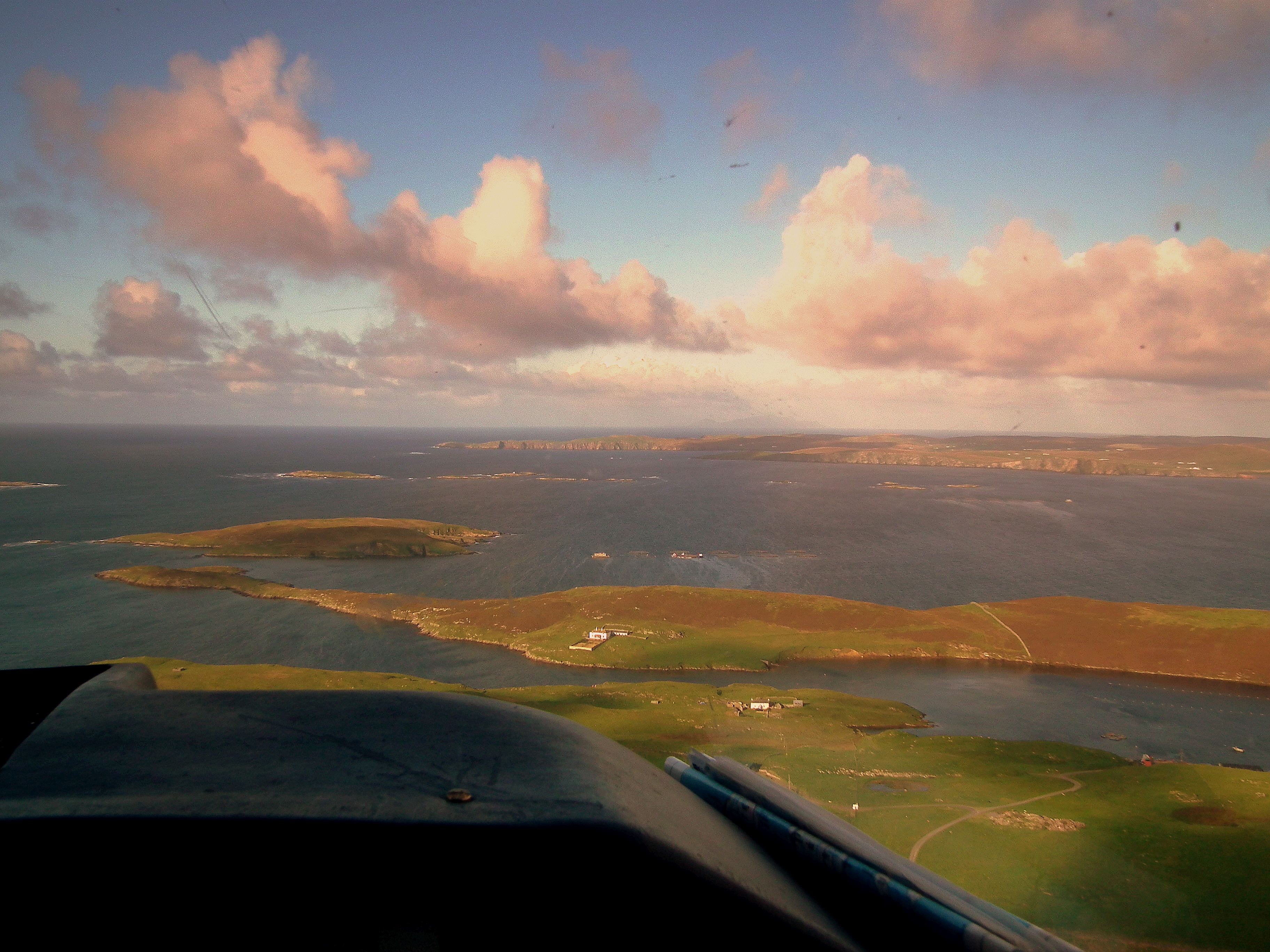
Flug von Tingwall nach Foula

| Land                                             | Stadt oder Insel    | Flughafen | Anmerkungen |
| ------------------------------------------------ | ------------------- | --------- | ----------- |
| Schottland                                       |                     |           |             |
| Shetland Island Council Inter Island Air Service |                     |           |             |
| Fair Isle                                        | Flugplatz Fair Isle |           |             |
| Foula                                            | Flugplatz Foula     |           |             |
| Tingwall                                         | Tingwall Airport    | Basis     |             |
| Hebridean Air Services                           |                     |           |             |
| Coll                                             | Coll Airport        |           |             |
| Colonsay                                         | Colonsay Airport    |           |             |
| Islay                                            | Islay Airport       |           |             |
| Oban                                             | Flughafen Oban      | Basis     |             |
| Tiree                                            | Tiree Airport       |           |             |

## Flotte
Die Flotte von Directflight besteht mit Stand 2022 aus 10 Flugzeugen.
| Flugzeugtyp                       | Anzahl | Luftfahrzeugkennzeichen | Anmerkungen                                      | Sitzplätze | AOC- Inhaber                                        | Registrierter Besitzer                        |
| --------------------------------- | ------ | ----------------------- | ------------------------------------------------ | ---------- | --------------------------------------------------- | --------------------------------------------- |
| BAe 146-300                       | 01     | G-LUXE                  |                                                  |            | X                                                   | United Kingdom Research and Innovation        |
| Britten-Norman BN-2B-26 Islander  | 03     | G-HEBS                  | betrieben für Hebridean Air Services             | 9          | X                                                   | Hebridean Air Services                        |
| Britten-Norman BN-2B-26 Islander  | 03     | G-SICA                  | Shetland Island Council Inter Island Air Service | 9          | X                                                   | Shetland Leasing and Property Development LTD |
| Britten-Norman BN-2B-26 Islander  | 03     | G-SICB                  | Shetland Island Council Inter Island Air Service | 9          | X                                                   | Shetland Islands Council                      |
| Diamond Aircraft DA-42M Twin Star | 01     | G-ZATG                  |                                                  |            |                                                     | X                                             |
| Reims Aviation F406 Caravan 2     | 05     | G-CVXN                  |                                                  |            |                                                     | X                                             |
| Reims Aviation F406 Caravan 2     | 05     | G-MAFA                  |                                                  | X          | X                                                   |                                               |
| Reims Aviation F406 Caravan 2     | 05     | G-MAFB                  |                                                  | X          | X                                                   |                                               |
| Reims Aviation F406 Caravan 2     | 05     | G-SMMA                  |                                                  | X          | Scottish Ministers per Director General Environment |                                               |
| Reims Aviation F406 Caravan 2     | 05     | G-SMMB                  |                                                  | X          | Scottish Ministers per Director General Environment |                                               |
| Gesamt                            | 10     |                         |                                                  |            |                                                     |                                               |